# Бытовой танец «Споровская полька»
Бытовой танец «Споровская полька» (бел. Побытавы танец «Полька Спораўская») — танцевальная традиция деревни Спорово Березовского района, выделяется многофигурным характером, в котором команды подает один из танцующих мужчин, или кто-то из музыкантов. Команды идут в свободном порядке и в любой последовательности. Особенность Споровской польки в том, что в момент танца ноги почти что не отходят от пола. Все движения пар медленные и сдержанные.

## Происхождение традиции
Записано от местной жительницы Пашкевич Алены Павловны, 1949 г. р.: «Польку» (с командами) в д. Спорово танцевали со старины. Ещё отец Пашкевич Алены Павловны, Лютич Павел Васильевич (1902 г. р.) танцевал эту польку на гулянках, вместе с односельчанами. Между местными жителями она так и называлась — «Полька». По словам местной жительницы Пашкевич Ольги Ануфриевны (1937 г. р.) известно, что на гулянках, свадьбах, «посиделках» играли польку: один мужчина отдавал «команды», а все остальные их исполняли. При этом чаще всего присутствовали дети, которые наблюдали за старшими и учились. Ни один танец не обходился без польки. А когда в 1972 г. был создан ансамбль «Журавка», а в 1992 г. было присуждено ему звание «Народный», польке, которой придали название «Споровская полька», начали обучать всех участников ансамбля. Аккомпанируют танцорам: гармонь, бубен, а в последнее время — и баян.

## Описание традиции
Танец «Споровская полька» — более чем вековая традиция деревни Спорово. Среди других неритуальных танцев этот относится к парно-групповым танцам. Споровская полька отличается многофигурным характером, в котором команды (объявления) подаются одним из танцоров или одним из музыкантов, а команды следуют в свободном порядке и в любой последовательности. В танце может быть от 12 до любого количества команд, представляющих различные характерные элементы танца. Особенностью Споровской польки является то, что во время танца ноги почти не отрываются от пола. Известно, что в прошлом после тяжелого рабочего дня люди собирались вместе, чтобы отдохнуть, пообщаться и потанцевать польку. Все движения пар медленные и сдержанные. Отношения между юношей и девушкой здесь отличаются скромностью, некоторой застенчивостью. В то же время игровой характер не теряется, поскольку каждая пара хочет выделиться как самая способная. Раньше польку танцевали не только в Спорово, но и в близлежащей деревне Здитово. Со временем полька в Здитово исчезла. Сейчас при поддержке школы проводится целенаправленная работа с местными детьми по обучению их польке. Сегодня этот танец является визитной карточкой всех праздников и торжеств, проходящих в деревне. Почти все жители села, включая молодежь, овладели техникой танца. Активно сохраняет и передает традиции местный фольклорно-этнографический ансамбль «Журавка», а также детский фольклорный коллектив «Жавручки», который занимается возрождением фольклорного наследия Березовского района.

## Угрозы существования и передачи традиции
1. Пожилой возраст и состояние здоровья основных носителей.
2. Постепенная потеря интереса к традиции среди местной молодежи.
3. Недостаточная информированность населения.
4. Постепенная урбанизация сельского образа жизни.
5. Недостаточная поддержка со стороны образовательных учреждений и районной администрации.

## Функции традиции
Бытовой танец «Споровская полька» выполняет социализирующую, творческую, культурно-этническую и пластически-образную функции. Социализирующая функция польки заключается в приобщении детей и молодежи к общечеловеческому и этническому опыту, к народной культуре своей родины, к средствам выражения своего внутреннего мира и воспитания, присущим национальной культуре. Творческая функция — способность развивать и реализовывать творческий потенциал человека, его образное и абстрактное мышление. Хорошо изученные движения и понимание сути польки актуализируют все чувства человека, а это является основой для создания всех жанров и видов творчества. Культурно-этническая функция — это приобщение человека через танец к историческому опыту своего народа, к его этнической культуре. Пластически-образная функция — формирование пластической культуры личности, воспитание способности владеть многообразием и богатством хореографических образов.